# مركز التراث الفلسطيني

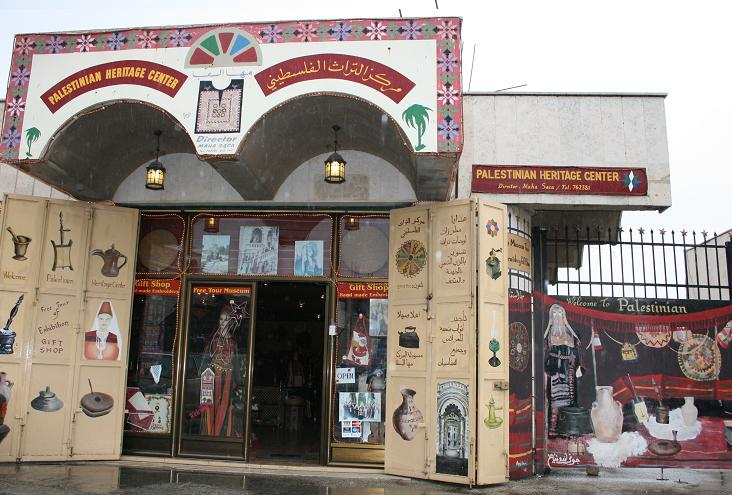
واجهة المركز عام 2008

مركز التراث الفلسطيني مركز ثقافي غير ربحي تأسس عام 1991 بمبادرة الباحثة الفلسطينية مها السقا في مدينة بيت لحم. مساحة مبنى المركز 200 متر مربع ويستوعب ما يقارب 100 زائر.

## هدف المركز
يهدف المركز إلى إحياء التراث الثقافي الفلسطيني ونشره وتعزيزه وايضاً توثيقه وهذا من خلال إقامة معرض دائم في مدينة بيت لحم، وذلك من منطلق الوعي بأهمية الهوية الفلسطينية والتصدي لمحاولات طمس هذا التراث مثل الزي التقليدي الفلسطيني، والمجوهرات، والأثاث، والقطع النادرة، والأدوات المنزلية، بالإضافة إلى فن التطريز والذي وفر فرص لعدد من النساء من خلال ممارسة اعمال التطريز الذي يشكل عنصرا مميزا في تراثنا الفلسطيني.

## التاريخ
في عام 1991، أقامت مها السقا أول عرض أزياء فلسطيني لها، وأنشأت مركز التراث الفلسطيني مع وزارة السياحة والآثار الفلسطينية، ورأت أن المركز مهم للحفاظ على ثقافة وتاريخ فلسطين والدفاع عنها من الاستيلاء الثقافي وحرمان التراث. في أكتوبر 2009، تعاون مركز التراث الفلسطيني مع منظمة نادي دار الطفل الفلسطيني لإنشاء ثوب عرضه 18.1 متراً وارتفاعه 32.6 متراً، والذي تم الكشف عنه في ملعب الحسين في الخليل، على أمل أن يدخل الثوب في موسوعة غينيس للأرقام القياسية. صممت ساكا الثوب وساعدت حوالي 150 امرأة في صنعه. وتم إهداء الثوب إلى الرئيس الفلسطيني الراحل ياسر عرفات. وأثناء زيارة البابا فرانسيس إلى بيت لحم عام 2014، قدمت له مها السقا وشاحًا من تصميمها مطرزًا بالصلبان ورمز مفتاح العودة الفلسطيني.